# Uredo paspalicola
Uredo paspalicola är en svampart som beskrevs av Henn. 1905. Uredo paspalicola ingår i släktet Uredo, ordningen Pucciniales, klassen Pucciniomycetes, divisionen basidiesvampar och riket svampar. Inga underarter finns listade i Catalogue of Life.